# Neotroponiscus daguerrii
Neotroponiscus daguerrii är en kräftdjursart som först beskrevs av Giambiagi de Calabrese 1939.  Neotroponiscus daguerrii ingår i släktet Neotroponiscus och familjen Bathytropidae. Inga underarter finns listade i Catalogue of Life.